# Aderusincertae basifasciatus
Aderusincertae basifasciatus là một loài bọ cánh cứng trong họ Aderidae. Loài này được Champion miêu tả khoa học năm 1924.